# Ambasciatori bavaresi nel Württemberg
L'ambasciatore bavarese nel Württemberg era il primo rappresentante diplomatico della Baviera (già Elettorato di Baviera) nel Württemberg (già regno, già ducato del Württemberg).
Le relazioni diplomatiche iniziarono ufficialmente nel 1771 e terminarono nel 1933.

## Elettorato di Baviera
- 1804–1807: Friedrich Wilhelm von Hertling (1758–1816)

## Regno di Baviera
...
- 1807–1812: Johann Baptist von Verger (1762–1851)
- 1813–1816: Willibald von Rechberg und Rothenlöwen (1780–1849)
- 1816–1835: Johann Nepomuk von Tautphoeus (1765–1835)
- 1835–1841: Willibald von Rechberg und Rothenlöwen (1780–1849)
- 1841–1849: Konrad Adolf von Malsen (1792–1867)
- 1849–1859: Max von Neumayr (1808–1881)
- 1859–1868: August Lothar von Reigersberg (1815–1888)
- 1868–1874: Rudolf von Gasser (1829–1904)
- 1874–1895: Carl von Tauffkirchen-Guttenburg (1826–1895)
- 1895–1907: Kurt von der Pfordten (1847–1907)
- 1907–1909: Otto von Ritter zu Groenesteyn (1864–1940)
- 1909–1918: Karl Moy de Sons (1863–1932)

1918: Chiusura dell'ambasciata

## Libero stato di Baviera
- 1918–1920: Karl Moy de Sons (1863–1932)

1920–1922: Interruzione della diplomazia
- 1923–1933: Emil Tischer (1873–1938)

1933: Chiusura dell'ambasciata